# Cephalocoema meridionalis
Cephalocoema meridionalis is een rechtvleugelig insect uit de familie Proscopiidae. De wetenschappelijke naam van deze soort is voor het eerst geldig gepubliceerd in 1977 door Piza.